# Queimada Grande
Ilha da Queimada Grande (přezdívaný Hadí ostrov) je ostrov v Atlantském oceánu u pobřeží brazilského státu São Paulo, 95 mil od města São Paulo. Má rozlohu zhruba 43 hektarů. Ostrov je přírodní rezervací s přísně zakázaným vstupem.

## Historie
Název queimada znamená v portugalštině vypálený, ve smyslu člověkem založeného požáru pro získání obdělávatelné půdy. Brazilci totiž původně plánovali ostrov obydlit – postavili na něm dokonce maják a počítalo se zde s pěstováním banánů. Od tohoto záměru ale bylo ustoupeno.
Ostrov měl po dlouhou dobu jediného obyvatele, správce majáku, který patrně někdy ve 20. letech 20. století padl za oběť některému z hadů. Od té doby je ostrov neobydlený. Maják byl v 2. polovině 20. století inovován na autonomní režim vyžadující údržbu pouze jednou za rok, kterou vykonává námořnictvo Brazílie. To také vynucuje zákaz vstupu na ostrov a výjimku dává zřídka, a to pouze vědeckým týmům, jež zkoumají jed a protilátku křovináře ostrovního. Od roku 1984 byl ostrov Queimada Grande vyhlášen přírodní rezervací.

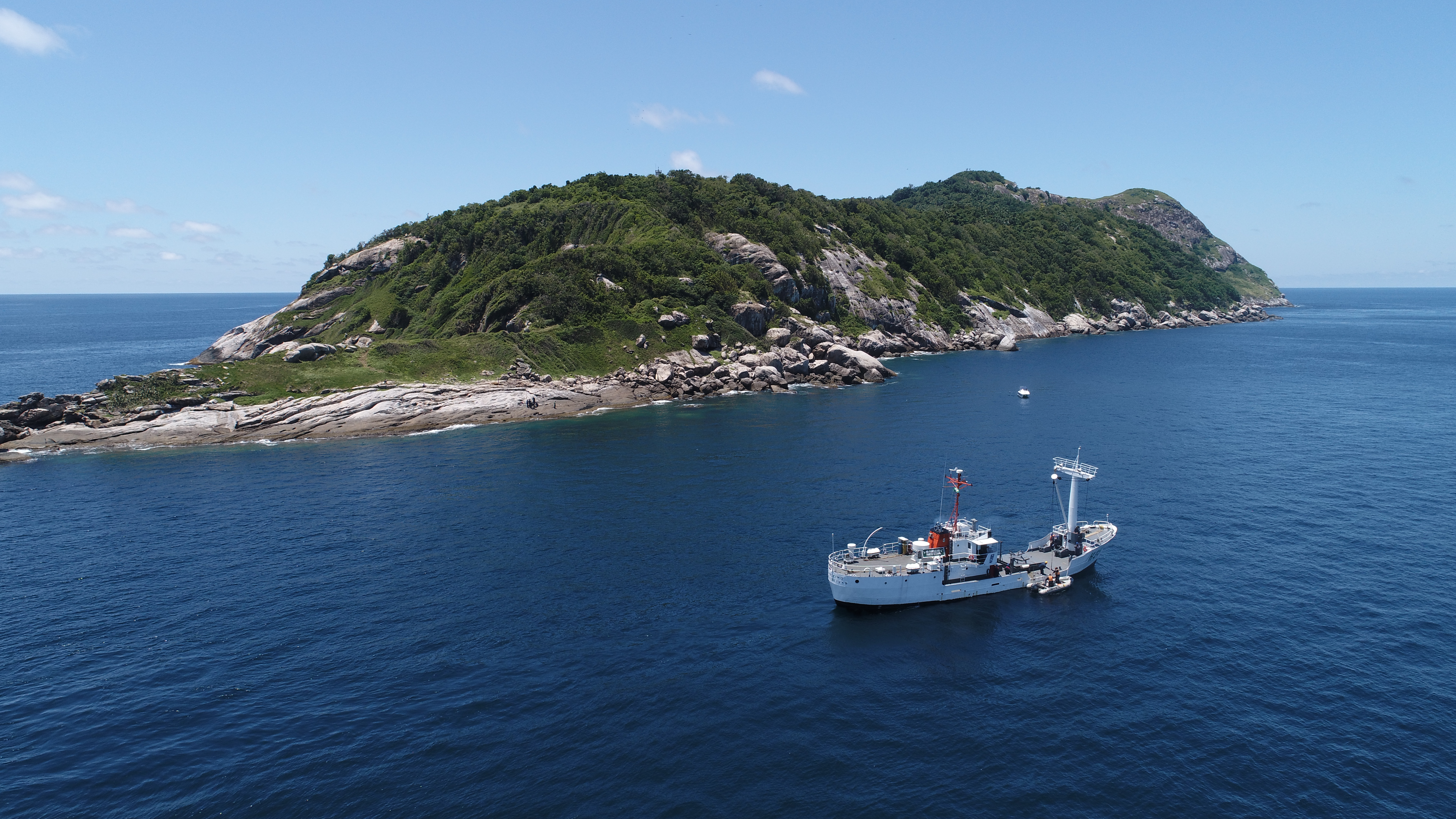
Loď Balizador Faroleiro Mario Seixas poblíž ostrova Queimada Grande (rok 2023)

U západního pobřeží ostrova se nacházejí vraky obchodních lodí Rio Negro a Tocantins, které zde ztroskotaly v 19. a 20. století.
Krom faktů kolují o ostrově i různě příběhy, např. o mrtvých rybářích, kteří na ostrov zavítali pro sběr planých banánů, či legendy o tom, že ostrov plný životu nebezpečných hadů je ideálním místem pro zakopání pokladu.[zdroj?]

## Flóra a fauna
Ostrov má poměrně strmé skalnaté svahy s minimální vegetací; teprve ve vyšších polohách má ne příliš silnou vrstvu zeminy pro trávu, křoviny a stromy.
Ostrov využívají některé druhy tažných ptáků. Lze zde najít menší druhy plazů a žáby. V potravním řetězci pod nimi jsou četné druhy hmyzu.

### Křovinář ostrovní
Na ostrově žije ve velkém počtu jediný druh hada – křovinář ostrovní (Bothrops insularis) z čeledi chřestýšovitých. Četnost jeho výskytu se odhaduje na jednoho až pět jedinců na metr čtvereční. Současně je ale endemitem ostrova a hrozí mu vyhubení v případě požáru ostrova, stejně jako se potýká s nedostatečnou genovou základnou pro křížení. Jeho jed je velmi silný, jedná se o jeden z nejsilnějších na světě: člověka dokáže zabít do hodiny a ptáky, na které se tento had „specializuje“, usmrtí okamžitě.[zdroj?]